# Manfred Kyber

Manfred Kyber (1911)

Manfred Kyber (* 18. Februarjul. / 1. März 1880greg. in Riga, damals Russisches Kaiserreich; † 10. März 1933 in Löwenstein) war ein deutscher Schriftsteller, Theaterkritiker, Dramatiker, Lyriker und Übersetzer deutschbaltischer Herkunft, der vor allem durch seine ungewöhnlichen Tiergeschichten bekannt geworden ist.

## Leben

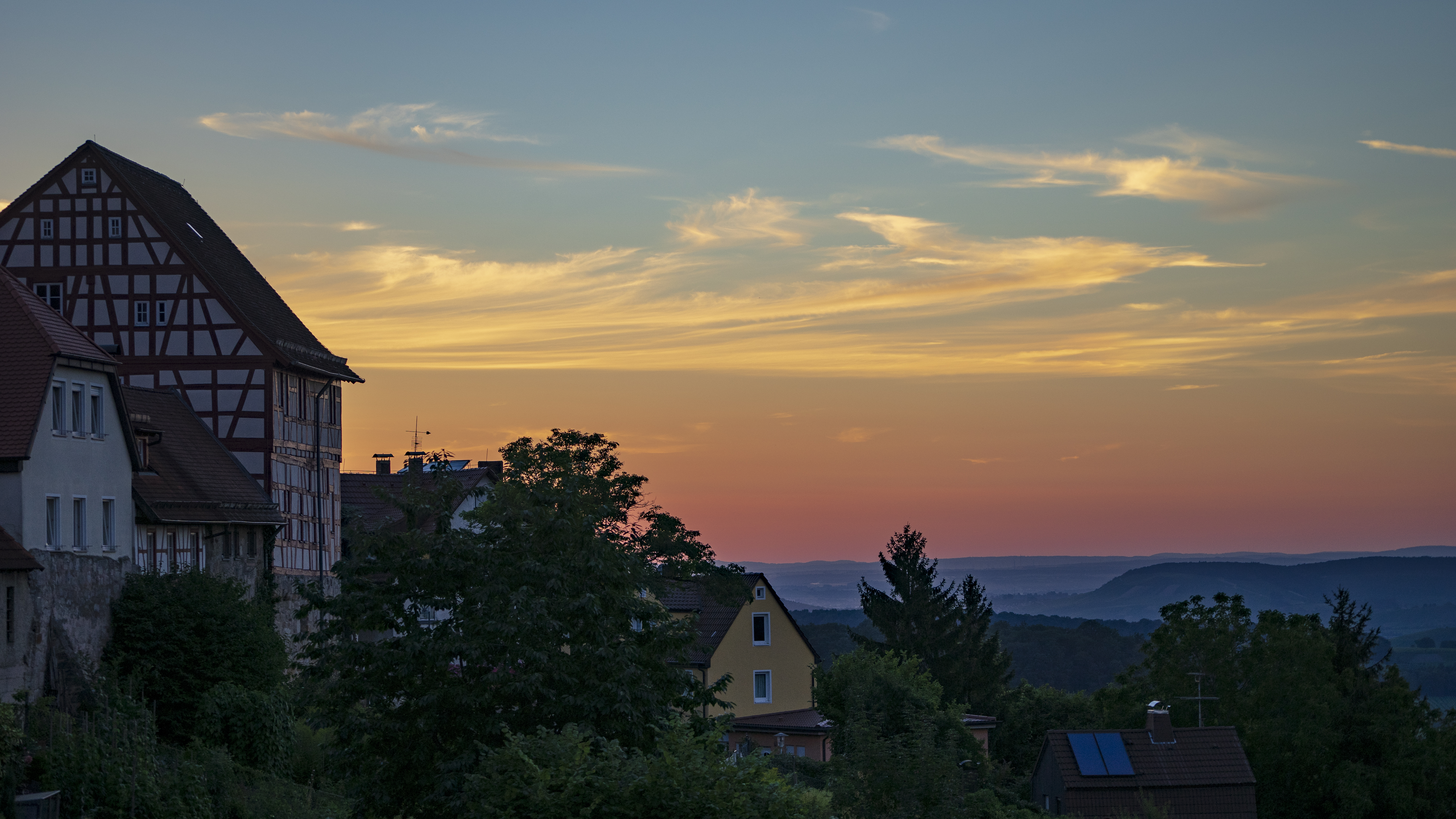
Manfred-Kyber-Museum in Löwenstein

Manfred Kyber war der Sohn eines baltischen Gutsbesitzers und wuchs in Paltemal in Livland auf. Mit seinem Vater überwarf er sich wegen seiner Verehrung Heinrich Heines. Nach seiner Gymnasialzeit in Riga und Sankt Petersburg (ohne Abiturabschluss) begann er im Jahr 1900 an der Universität Leipzig das Studium der Psychologie und Naturphilosophie. Er fühlte sich zwar mehr zur Dichtkunst und zur Leipziger Künstlerszene hingezogen, wo er unter anderem die Bekanntschaft mit Max Klinger machte, doch der Vater ordnete zunächst den Abschluss eines regulären Studiums an.
1902 verstarb der Vater überraschend, worauf Kyber sein Studium abbrechen musste. Im selben Jahr erschien sein erster Gedichtband. Aus einer Liebesbeziehung mit der Schriftstellerin und Komponistin Elisabeth Gerlach-Wintzer, die einige seiner Gedichte vertonte, ging 1904 die (uneheliche) Tochter Leonie hervor. Er siedelte daraufhin nach Berlin über, wo er zunächst als Redakteur und später als Lektor für einen Verlag arbeitete. Für die Überbrettl-Bühne von Ernst von Wolzogen und Hanns Heinz Ewers schrieb er Lieder.

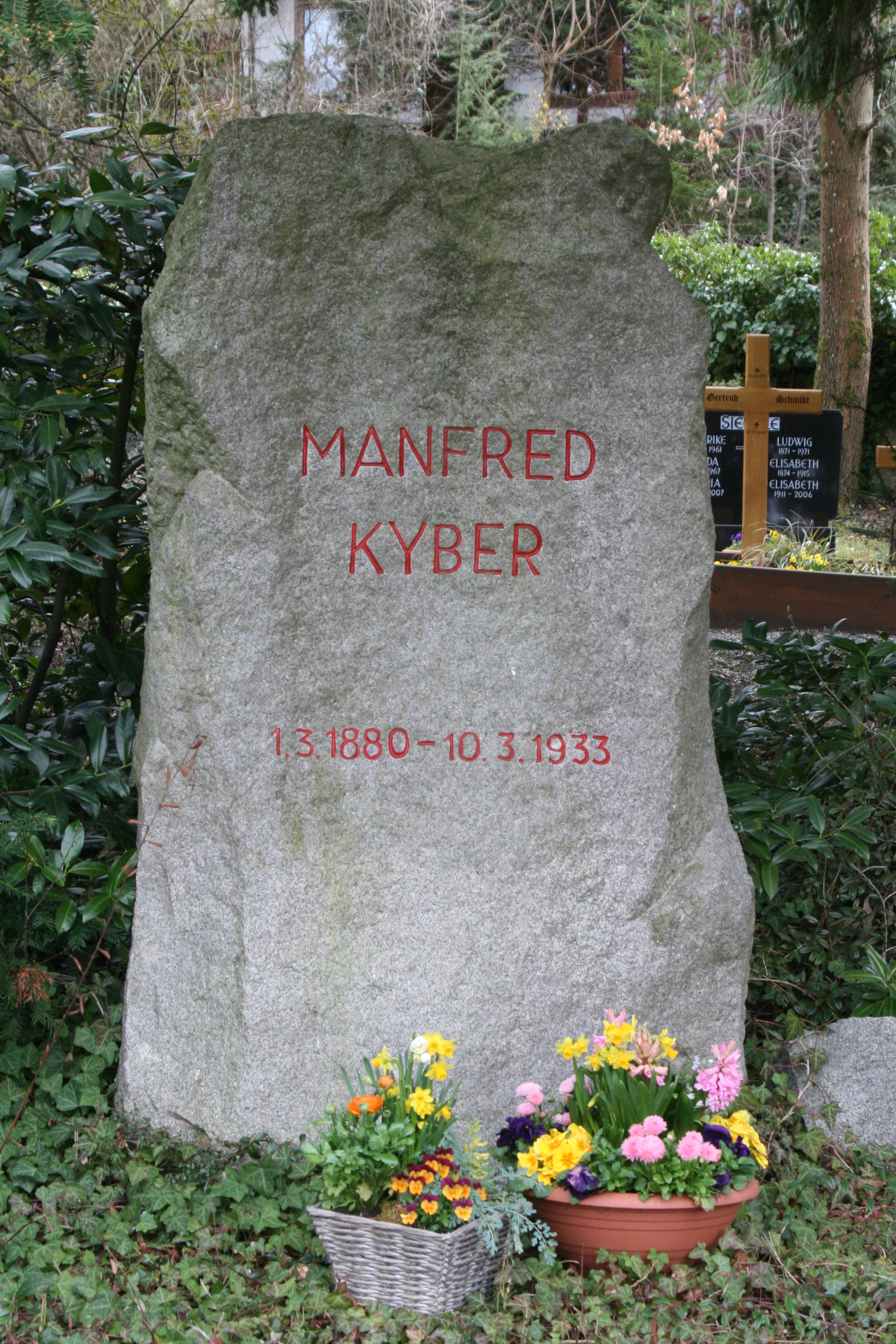
Grab Manfred Kybers

1909 heiratete er die baltische Theosophin Elisabeth Boltho von Hohenbach. 1911 lernte er Rudolf Steiner kennen und schloss sich dessen anthroposophischer Bewegung an. Während des Ersten Weltkriegs war Kyber aufgrund seines russischen Passes Zivilgefangener; sein literarisches Schaffen hielt sich so auch während der Kriegsjahre in Grenzen. 1918 reiste er nach Riga, wo er die Leitung der Deutschen Volksbühne übernahm.
1919 zog er mit seiner Frau nach Stuttgart, wo er als Mitarbeiter für die Werkzeitschrift der Waldorf-Astoria-Zigarettenfabrik, als Schriftleiter des Unionsverlags, als freier Theaterkritiker beim Kunstführer, beim Schwäbischen Merkur und beim Walter Seifert Verlag tätig war und an der Volkshochschule über Okkultismus referierte; die Vorträge wurden dann auch von ihm publiziert. 1922 wurde Kyber Mitglied der Arminia Dorpatensis im Wingolfsbund. Ebenfalls 1922 ließ er sich scheiden, adoptierte daraufhin seine Tochter Leonie und ging mit dieser 1923 schließlich nach Löwenstein, wo er in bescheidenen Verhältnissen und (selbstgewählter) Einsamkeit lebte.
In dieser Zeit begann er, für den Tierschutz Partei zu ergreifen und zu spenden. Insbesondere Tierversuchen, die er für eine „abendländische Kulturschande“ hielt, galt seine Aufmerksamkeit. In seinem 1925 erschienenen Buch Tierschutz und Kultur äußerte er sich auf breitem Raum zu diesem Thema. Kyber scheute auch nicht die Debatte mit hochrangigen Medizinern: 1932 verfasste er einen Beitrag für eine Aufsatzsammlung des Schweizer Zahnarztes Ludwig Fliegel. Darin versuchten Kyber und weitere Autoren, wie etwa Theodor Lessing, eine berühmte Rede des Bakteriologen Paul Uhlenhuth zu widerlegen, in der dieser Tierversuchsgegner  als „Unwissende und Verblendete“ bezeichnet hatte. Kyber entgegnete, dass der Streit um den Tierversuch in erster Linie eine moralische Frage sei und er sich gerne zu den Unwissenden und Verblendeten im Sinne Uhlenhuths zähle: „Ich wünsche dem Kampf gegen die wissenschaftliche Tierfolter so viel Unwissende und Verblendete dieser Art, als nötig waren, die juristische Folter zu stürzen.“
1933 wurde er in Löwenstein auf dem Waldfriedhof neben der Grabstätte von Friederike Hauffe, der berühmten „Seherin von Prevorst“, beigesetzt. Die Grundschule in Löwenstein trägt seinen Namen. Das dortige Manfred-Kyber-Museum dokumentiert den gesamten Nachlass.

## Preise und Auszeichnungen
- 1930 Welt-Tierschutzpreis in Genf

## Werke
Erzählungen und Märchen
- Drei Waldmärchen. Seemann, Leipzig 1903.
- Unter Tieren. Vita Deutsches Verlagshaus, Berlin 1912.
- Märchen. Vita, Stuttgart 1920.
- Im Gang der Uhr. Cœur-As. Zwei Novellen. Union Deutsche VG, Stuttgart 1922.
- Halbmast geflaggt. Nordische Geschichten. Seifert Verlag, Heilbronn 1921.
- Der Königsgaukler. Ein indisches Märchen. Datterer, Freising 1921. Nachdruck: Drei Eichen Verlag, Hammelburg 2007, ISBN 3-7699-0604-7.
- Neue Tiergeschichten. Grethlein, Leipzig 1926.
- Grotesken. Seifert Verlag, Stuttgart 1922.
- Der Mausball und andere Tiermärchen. Union Deutsche VG, Stuttgart 1927.
- Puppenspiel. Neue Märchen. Grethlein, Leipzig 1928.

Lyrik
- Gedichte, Seemann Verlag, Leipzig 1902.
- Der Schmied vom Eiland. Gedichte. Neue Folge. Vita, Berlin 1908; Seifert Verlag, Heilbronn 1922.
- Genius astri. Dreiunddreißig Dichtungen. Vita, Berlin 1918 (Nachdruck: Drei Eichen Verlag, Hammelburg 1995, ISBN 3-7699-0456-7).
- Stilles Land. Gedichte, Grethlein, Zürich 1922; Seifert, Heilbronn 1924.

Romane
- Die drei Lichter der kleinen Veronika. Der Roman einer Kinderseele in dieser und jener Welt, Grethlein, Leipzig/Zürich 1929. Nachdruck: Heyne, München 2005, ISBN 3-453-40130-1.

Theaterstücke
- Meister Mathias. Dramatisches Gedicht. Walter Seifert Verlag, Stuttgart/Heilbronn [UA 1908], 2. Auflage 1923.
- Drei Mysterien. Der Stern von Juda. Die neunte Stunde. Der Kelch von Avalon. Dramen, Vita, Berlin 1913.
- Das wandernde Seelchen • Der Tod und das kleine Mädchen. Zwei Märchenspiele. Seifert Verlag, Stuttgart 1920.
- Küstenfeuer. Drama. Seifert Verlag, Stuttgart 1923.

Sachbücher
- Einführung in das Gesamtgebiet des Okkultismus vom Altertum bis zur Gegenwart, Union Deutsche Verlagsgesellschaft, Stuttgart 1923 (Nachdruck: Verlag Aurinia, Hamburg 2007, ISBN 978-3-937392-91-2).
- Tierschutz und Kultur, Grethlein, Leipzig/Zürich 1925 (Nachdruck: Artha, Haslach 1994, ISBN 3-89575-081-6).
- Neues Menschentum. Betrachtungen in zwölfter Stunde, Hesse & Becker, Leipzig 1931 (Nachdruck: Neues Menschsein. Spiritualität in Politik, Kultur und Gesellschaft, Aurinia, Hamburg 2008, ISBN 978-3-937392-94-3).

Werkausgaben
- Gesammelte Tiergeschichten, Hesse & Becker, Leipzig 1926.
- Gesammelte Märchen, Hesse & Becker, Leipzig 1928.
- Manfred-Kyber-Reihe. Eine Werkausgabe, Aurinia-Verlag, Hamburg 2009.

1. Sämtliche Dramen. Meister Mathias. Die drei Mysterien. Das wandernde Seelchen. Der Tod und das kleine Mädchen, ISBN 978-3-937392-41-7.
2. Sämtliche Gedichte. Gedichte. Der Schmied vom Eiland. Stilles Land, ISBN 978-3-937392-42-4.
3. Märchen und Grotesken. Puppenspiel. Drei Waldmärchen. Grotesken. Der Königsgaukler, ISBN 978-3-937392-43-1.
4. Novellen und Kurzgeschichten. Im Gang der Uhr. Cœur-As. Nordische Geschichten, ISBN 978-3-937392-44-8.

Postume Ausgaben
- Die helle Nacht der mythologischen Gestalten. Geschichten aus einer Welt, in der geheimnisvolle und groteske Dinge geschehen. Wilhelm Heyne Verlag, München 1987, ISBN 3-453-00319-5
- Der Kongress der Regenwürmer. Tiergeschichten. Märchen und Grotesken. Verlag der Morgen, Berlin 1989, ISBN 3-371-00210-1.
- Das Manfred Kyber Buch. Tiergeschichten und Märchen. Wegner, Hamburg 1969; Nachdruck: Rowohlt, Reinbek 2003, ISBN 3-498-03420-0.
- Schloß Elmenor und andere Märchen. Rowohlt, Reinbek 1983; Nachdruck: Drei Eichen Verlag, Hammelburg 2008, ISBN 978-3-7699-0620-2.
- Die Schlüssel zum Himmel und andere Kurzgeschichten. Drei Eichen Verlag, Hammelburg 2008, ISBN 978-3-7699-0617-2.
- Unser Erbe. Erstveröffentlichung aus dem Nachlass, Aurinia Verlag, Hamburg 2010, ISBN 978-3-937392-45-5.
- Nicolas Hübener (Hrsg.): Unter Tieren und Menschen. Ausgewählte und illustrierte Geschichten von Manfred Kyber. Books on Demand, Norderstedt 2024, ISBN 978-3-7583-7025-0.